# Campionat del món de ciclisme en pista de 1938
El Campionat Mundial de Ciclisme en Pista de 1938 es va celebrar a Amsterdam (Països Baixos) del 27 d'agost al 4 de setembre de 1938.
Les competicions es van celebrar a l'Estadi Olímpic d'Amsterdam. En total es va competir en 3 disciplines, 2 de professionals i 1 d'amateurs.

## Resultats

### Professional
| Prova                | Or                             | Argent                        | Bronze                        |
| Velocitat individual | Arie van Vliet · Països Baixos | Jef Scherens · Bèlgica        | Albert Richter · Tercer Reich |
| Darrere moto         | Erich Metze · Tercer Reich     | Walter Lohmann · Tercer Reich | Edoardo Severgnini · Itàlia   |

#### Amateur
| Prova                | Or                                   | Argent                | Bronze                      |
| Velocitat individual | Johan Van Der Vijver · Països Baixos | Bruno Loatti · Itàlia | Jan Derksen · Països Baixos |

## Medaller
| Pos. | País          | Or | Plata | Bronze | Total |
| 1    | Països Baixos | 2  | 0     | 1      | 3     |
| 2    | Tercer Reich  | 1  | 1     | 1      | 3     |
| 3    | Itàlia        | 0  | 1     | 1      | 2     |
| 4    | Bèlgica       | 0  | 1     | 0      | 1     |